# Лаведан, Анри
Анри́ Лаведа́н (фр. Henri Lavedan; 9 апреля 1859, Орлеан — 3 сентября 1940, Экаклон) — французский сценарист, драматург, романист.

## Биография
Начинал как драматург и романист. Первая пьеса, «Принц д’Орек» (Le Prince d’Aurec), написана в 1890. За ней последовал ряд комедий, романов и повестей (романы «Их сердца» — «Leur cœur», «Новая игра» — «Le jeu nouveau», комедия «Путь спасения» — «Le chemin de salut»).
С 1898 года член Французской академии.
Писал пьесы для Комеди Франсез.
В 1907 становится во главе кинокомпании Фильм д’ар.

## Фильмография
- 1908 — Убийство герцога де Гиза / L’Assassinat du duc de Guise
- 1921 — / Caterina
- 1939 — / Le Duel